# Lingue germaniche dell'Elba
Le lingue germaniche dell'Elba, note anche come lingue erminoniche, sono un ipotetico gruppo di antichi dialetti germanici occidentali che sarebbero i principali antenati diretti delle attuali lingue alto-tedesche. La loro esistenza è stata proposta per la prima volta dal linguista tedesco Friedrich Maurer nel suo libro Nordgermanen und Alemanen nel 1942.

## Nomenclatura
Il termine erminonico deriva dal nome degli Erminoni (in latino: Herminones), uno dei raggruppamenti linguistico-culturali di tribù germaniche occidentali menzionati da Tacito nella sua opera Germania. Plinio il Vecchio specificò inoltre che gli Erminoni vivevano "nell'entroterra", ossia non nei pressi del Reno o del Mare del Nord. Maurer, basandosi su Plinio, usò il termine per definire anche i dialetti parlati dai popoli germanici stanziati tra la foresta ercinia e la pianura tedesca nordorientale, quali Quadi, Marcomanni, Suebi, Bavari, Alemanni, Turingi e Longobardi.

## Teoria
Maurer sosteva che il modello cladistico ad albero, utilizzato universalmente come metodo di classificazione nella linguistica del XIX e inizio del XX secolo, fosse del tutto inadeguato a descrivere le relazioni tra le moderne lingue germaniche, specialmente tra quelle appartenenti al loro ramo occidentale. Invece di immaginare che l'antico inglese, l'antico olandese, l'antico sassone, l'antico frisone e l'antico alto tedesco si fossero semplicemente separati a partire da un singolo "proto-germanico occidentale" comune, egli suggerì che ci fosse in origine molta più distanza tra le varie lingue delle regioni germaniche, e che solo in seguito esse si siano riavvicinate per un processo di mescolanza e convergenza.